# API-Ölabscheider
Ein API-Ölabscheider ist ein Gerät, das große Mengen Öl und gelöste Feststoffe vom Abwasser von Ölraffinerien, (petro)chemischen und anderen Industrieanlagen trennen soll. 
Der Name API bezeichnet hierbei den Standard des American Petroleum Institute, nach dem solche Geräte entworfen werden.

## Beschreibung der Funktionsweise

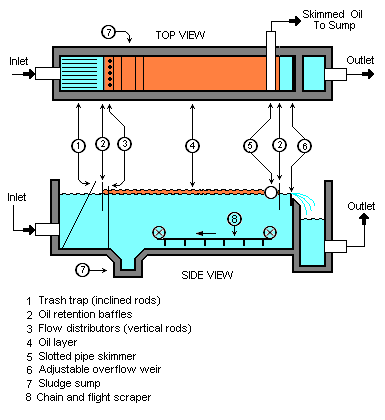
Ein typischer gravimetrischer API-Ölabscheider

Der API-Ölabscheider nutzt die Stokessche Gleichung, um mithilfe der Schwerkraft die Trennung vorzunehmen. Der Unterschied der relativen Dichte zwischen Öl und dem Abwasser ist für die Funktionsweise wichtig.
Üblicherweise wird die Ölschicht abgeschöpft.

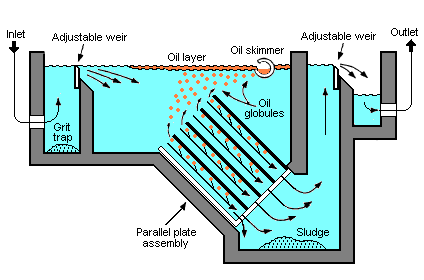
Typischer paralleler Plattenseparator

Parallele Plattenseparatoren sind den API-Separatoren ähnlich, beinhalten aber schräge Plattenkomponenten.

## Geschichte
Der API-Ölabscheider wurde von dem API und der Rex Chain Belt Company (heute USFilter Envirex Products) entwickelt. Der erste API-Ölabscheider wurde 1933 in der Raffinerie der Atlantic Richfield Company in Philadelphia eingebaut. Seit damals haben fast alle Raffinerien weltweit API-Ölabscheider in ihren Abwasseraufbereitungsanlagen installiert. Jedoch nutzen viele Raffinerien heutzutage plastic parallel plate packing, um die Trennung durch die Schwerkraft zu verstärken.